# Liste der Wetterkatastrophen von 2014 mit einer Schadenssumme von mehr als einer Milliarde US-Dollar
Diese Liste der Wetterkatastrophen von 2014 mit einer Schadenssumme von mehr als einer Milliarde US-Dollar nennt 25 Naturkatastrophen, für die Aon Benfield eine Schadenssumme von mehr als einer Milliarde US-Dollar ermittelt hat und bei denen das Wetter Ursache der Schäden war. Von diesen 25 Naturereignissen sind acht Unwetterereignisse wie Hagel, Tornado und Sturm (ohne tropische Wirbelstürme), sieben sind Überschwemmungen nach umfangreichen Regenfällen und bei fünf handelt es sich um die Folgen tropischer Wirbelstürme. Hinzu kommen jeweils zwei Wintereinbrüche und Dürren. Nach diesen Berechnungen beläuft sich der gesamte volkswirtschaftliche Schaden aller Naturkatastrophen von 2014 auf 132 Milliarden US-Dollar und liegt 37 % unter dem Durchschnittswert der letzten zehn Jahre. (Die Zahl der wetterbedingten Naturkatastrophen mit einer Schadenssumme über einer Milliarde US-Dollar im Jahr 2014 liegt weniger deutlich unter dem Durchschnitt desselben Zeitraumes.)
Neun dieser Wetterkatastrophen betrafen das Gebiet der Vereinigten Staaten; die Auswertung des National Climatic Data Center (NCDC) der National Oceanic and Atmospheric Administration enthält nur acht solche Ereignisse, weil das NCDC bei der Unwetterkatastrophe vom 12. bis 14. April eine Schadenssumme unter einer Milliarde US-Dollar festgestellt hat. Sechs der wetterbedingten Naturkatastrophen betrafen Teile der Volksrepublik China.
| Rang | Ereignis                   | Gebiet                                                     | Zeitraum                         | Schadenssumme in Milliarden USD | Opferzahl |
| ---- | -------------------------- | ---------------------------------------------------------- | -------------------------------- | ------------------------------- | --------- |
| 1    | Überschwemmungen           | Indien und Pakistan                                        | 2.–15. September 2014            | 18                              | 648       |
| 2    | Zyklon Hudhud              | Indien                                                     | 12.–14. Oktober 2014             | 11                              | 68        |
| 3    | Taifun Rammasun            | Volksrepublik China                                        | 15.–20. Juli 2014                | 7,2                             | 206       |
| 4    | Dürre                      | Volksrepublik China                                        | Sommer                           | 5,2                             | 0         |
| 5    | Wintereinbruch             | Japan                                                      | 8.–16. Februar 2014              | 5                               | 95        |
| 6    | Überschwemmung             | vor allem Serbien, Bosnien und Herzegowina                 | 13.–21. Mai 2014                 | 4,5                             | 86        |
| 7    | Dürre                      | Brasilien                                                  | ganzjährig                       | 4,3                             | 0         |
| 8    | Unwetter                   | Mittlerer Westen, Rocky Mountains, Nordosten der USA       | 18.–23. Mai 2014                 | 4                               | 0         |
| 9    | Dürre                      | Westen der Vereinigten Staaten                             | ganzjährig                       | 4                               | 0         |
| 10   | Unwetter                   | Frankreich, Belgien, Deutschland                           | 8.–10. Juni 2014                 | 4                               | 6         |
| 11   | Taifun Kaimaegi            | Philippinen, China, Vietnam                                | 10.–16. September 2014           | 3                               | 31        |
| 12   | Winterwetter/Kälteeinbruch | Oststaaten der USA                                         | 1.–5. Januar 2014                | 3                               | 21        |
| 13   | Hurrikan Odile             | Mexiko                                                     | 10.–17. September 2014           | 2,5                             | 5         |
| 14   | Überschwemmung             | Mittlerer Westen, Nordosten, Mittelatlantikstaaten der USA | 11.–13. August 2014              | 2                               | 1         |
| 15   | Unwetter                   | Mittlerer Westen, Plains, Rocky Mountains                  | 3.–9. Juni 2014                  | 1,7                             | 3         |
| 16   | Unwetter                   | Zentralstaaten, Ostküste der USA                           | 27. April–1. Mai 2014            | 1,6                             | 39        |
| 17   | Unwetter                   | Plains, Mittlerer Westen und Südosten der USA              | 2.–4. April 2014                 | 1,5                             | 0         |
| 18   | Überschwemmung             | Vereinigtes Königreich                                     | 23. Dezember 2013–3. Januar 2014 | 1,5                             | 0         |
| 19   | Überschwemmung             | China                                                      | 10.–17. September 2014           | 1,4                             | 50        |
| 20   | Überschwemmung             | China                                                      | 13.–18. Juli 2014                | 1,25                            | 66        |
| 21   | Unwetter                   | Südwesten der USA, Rocky Mountains                         | 27.–30. September 2014           | 1,25                            | 0         |
| 22   | Unwetter                   | Australien                                                 | 27. November 2014                | 1,25                            | 0         |
| 23   | Überschwemmung             | China                                                      | 24.–28. Mai 2014                 | 1,2                             | 37        |
| 24   | Zyklon Ita                 | Australien                                                 | 10.–14. April 2014               | 1                               | 0         |
| 25   | Unwetter                   | Great Plains, Mittlerer Westen und Südosten der USA        | 12.–14. April 2014               | 1                               | 0         |

## Belege
- Jeff Masters: The 25 Billion-Dollar Weather Disasters of 2014. Weather Underground, 13. Januar 2015, abgerufen am 15. Januar 2015 (englisch).
- 2014 Annual Global Climate and Catastrophe Report. (PDF) Aon Benfield, abgerufen am 15. Januar 2015 (englisch).